# Morazzone
Morazzone (Murazùm in dialetto varesotto) è un comune italiano di 4 312 abitanti della provincia di Varese in Lombardia.
La casa comunale è collocata a 432 m s.l.m., il che ne fa il 18º comune (su 139) della Provincia per altitudine.

## Geografia fisica
Morazzone, sito a 7,3 km dal capoluogo provinciale, si estende per 5,48 km² su colline moreniche di origine glaciale, ed è compreso tra i 330 e i 442 metri sul livello del mare; l'escursione altimetrica complessiva risulta essere pari a 112 metri.
L'ambiente è prevalentemente boscoso ed è attraversato dal torrente Tenore che nasce presso la Cascina Caronaccio.
La flora è quella tipica lombarda, composta in prevalenza da pino silvestre, farnia, carpino, castagno, robinia, nocciolo, platano, frassino, quercia rossa, pioppo nero, olmo, acero e ontano nero.
La fauna è ricchissima: sono presenti numerosissime specie di mammiferi, uccelli, anfibi e invertebrati.

### Parco Rile Tenore Olona (RTO)
Parte del territorio di Morazzone è incluso, assieme ad alcuni comuni limitrofi, nel Parco Rile Tenore Olona, parco sovracomunale che sviluppa intorno a tre corsi d'acqua: Rile, Tenore e Olona. 
Morazzone fa inoltre parte del Bacino val d'Arno e Ticino.

## Storia

### Le radici
Presso la chiesa parrocchiale di sant'Ambrogio sono custoditi due blocchi di granito e una lapide funeraria di serizzo: i due blocchi rievocano la nascita, lo status sociale e la morte dei due fratelli Marco e Lucio Senzii, risalenti al I secolo d.C.
Entrambi i fratelli furono legionari della IV legione Scitica e appartennero alla tribù romana Ufentina.
La lapide funeraria fu fatta intagliare sempre nel I secolo d.C. a ricordo della moglie Donnia Pupa da Marco Campilio Daphnos, liberto di Marco Campilio Fusco (che ricopriva in quel periodo la carica di serviro senior presso Milano).
I tre reperti romani furono ritrovati tutti nella chiesetta di Santa Maria Maddalena all'inizio del XX secolo, e ciò lascia presupporre che presso la chiesetta si erigesse il centro della comunità romana o una necropoli.

### Dal Medioevo alla fine del Seicento
Morazzone decadde durante i secoli del Medioevo italiano. Dopo una lunga epoca di decadenza, nella quale il contado si vide smembrato e frazionato, esso riottenne importanza diventando un pubblico fortilizio del Comune di Milano alla fine del XII secolo.
Morazzone venne in seguito coinvolta nelle molteplici lotte tra le casate milanesi dei Visconti e Torriani, e seguì le vicende del castrum di Castelseprio, che fu distrutto nel 1287 dall'Arcivescovo di Milano Ottone Visconti.
Il borgo torna alla ribalta dalla seconda metà del Cinquecento fino al terzo decennio del Seicento grazie alla figura dell’artista Pier Francesco Mazzucchelli, detto Il Morazzone, nato nel paese nel Luglio del 1573 ed attivo su tutto il panorama artistico lombardo di quel periodo.
Nel giro di pochi decenni, la Lombardia venne occupata dalla corona spagnola e Morazzone venne infeudata il 19 agosto 1647 in seguito alla decisione del Regno di Spagna di infeudare le molte terre "libere" lombarde.

### L'età contemporanea
Morazzone tornò dopo le instabili situazioni politiche e sociali legate al contrastato periodo napoleonico, durante il quale fu annesso a Caronno Ghiringhello, sotto il dominio austriaco. Senza particolari avvenimenti fino al 26 agosto 1848, quando tornò alla ribalta della storia in occasione dello scontro armato ivi combattuto tra un piccolo contingente garibaldino e le truppe austriache.
A decorrere dalla data del 2 gennaio 1927, con la creazione per decreto legislativo della Provincia di Varese, Morazzone passa sotto quest'ultima lasciando così la Provincia di Como di cui faceva parte dal 1801, all'alba delle nuove disposizioni intercorse tra il governo imperiale napoleonico e quello austriaco.
Durante il secondo dopoguerra Morazzone ha attraversato senza enormi sconvolgimenti il passaggio da un'economia basata sull'agricoltura ad una di carattere artigianale e, successivamente, di tipo industriale.
Tra le grandi aziende è presente sul territorio comunale una fabbrica della MV Agusta, rinomata casa motociclistica.

### Simboli
Nel 1963 il comune si dotò di un primo stemma, confezionato con elementi raccogliticci ritenuti correlati alla storia locale: lo scudo era interzato in fascia e raffigurava superiormente un'aquila nera in campo rosso, a metà due spade incrociate in campo argento, in basso un leone tendente a destra in campo azzurro. Il gonfalone era un drappo interzato in palo d'azzurro, bianco e rosso, ornato di ricami in argento e caricato di detta arma.
Questa simbologia (ratificata con decreto del Presidente della Repubblica il 24 aprile 1965) col passare del tempo venne giudicata non particolarmente rappresentativa dell'identità comunale: nel 1991 lo storico Diego Della Gasperina trovò presso lo Stemmario Archinto della Biblioteca Reale di Torino uno stemma indicato come "de Morazono", ossia l'emblema della famiglia Mazzucchelli, originaria del comune, dalla quale discendeva anche il pittore Pier Francesco Mazzucchelli (detto appunto "Il Morazzone"), che l'aveva incluso in un affresco originariamente sito presso la sua residenza (poi staccato nel 1880 e trasferito al Castello Sforzesco di Milano). Tale arma famigliare era (come da descrizione del summenzionato Archinto) superiormente d'oro all'aquila nera (cosiddetto capo d'Impero) e per il resto d'argento alla testa di moro affiancata da due stelle; è però plausibile che vi fossero anche versioni recanti due o tre teste di moro e dunque una sola o nessuna stella. L'elemento qualificante è certamente la testa umana, laddove il cognome Mazzucchelli deriva dall'espressione insubre mazzùch (letteralmente "testone", ossia "ostinato", "caparbio").
Il comune iniziò pertanto a sostituire in via informale lo stemma ufficiale con quello "mazzucchelliano", finché ai primi del terzo millennio si risolse a chiederne la sostituzione anche ai termini di legge: ottenuto il parere favorevole dell'ufficio araldico della Presidenza del Consiglio dei ministri, il Decreto del Presidente della Repubblica dell'11 maggio 2009 sancì l'adozione di stemma e gonfalone nei seguenti termini:
Stemma
Gonfalone
Bandiera
La bandiera comunale adatta la blasonatura dello stemma in forma di vessillo.
Il comune ha successivamente adottato una versione dello stemma priva dei coronamenti istituzionali, pur previsti nel decreto presidenziale di concessione.

Stemma comunale 1963-2009
Gonfalone comunale 1963-2009
Gonfalone dal 2009

## Monumenti e luoghi d'interesse

### Architetture religiose

#### Chiesa parrocchiale di Sant'Ambrogio

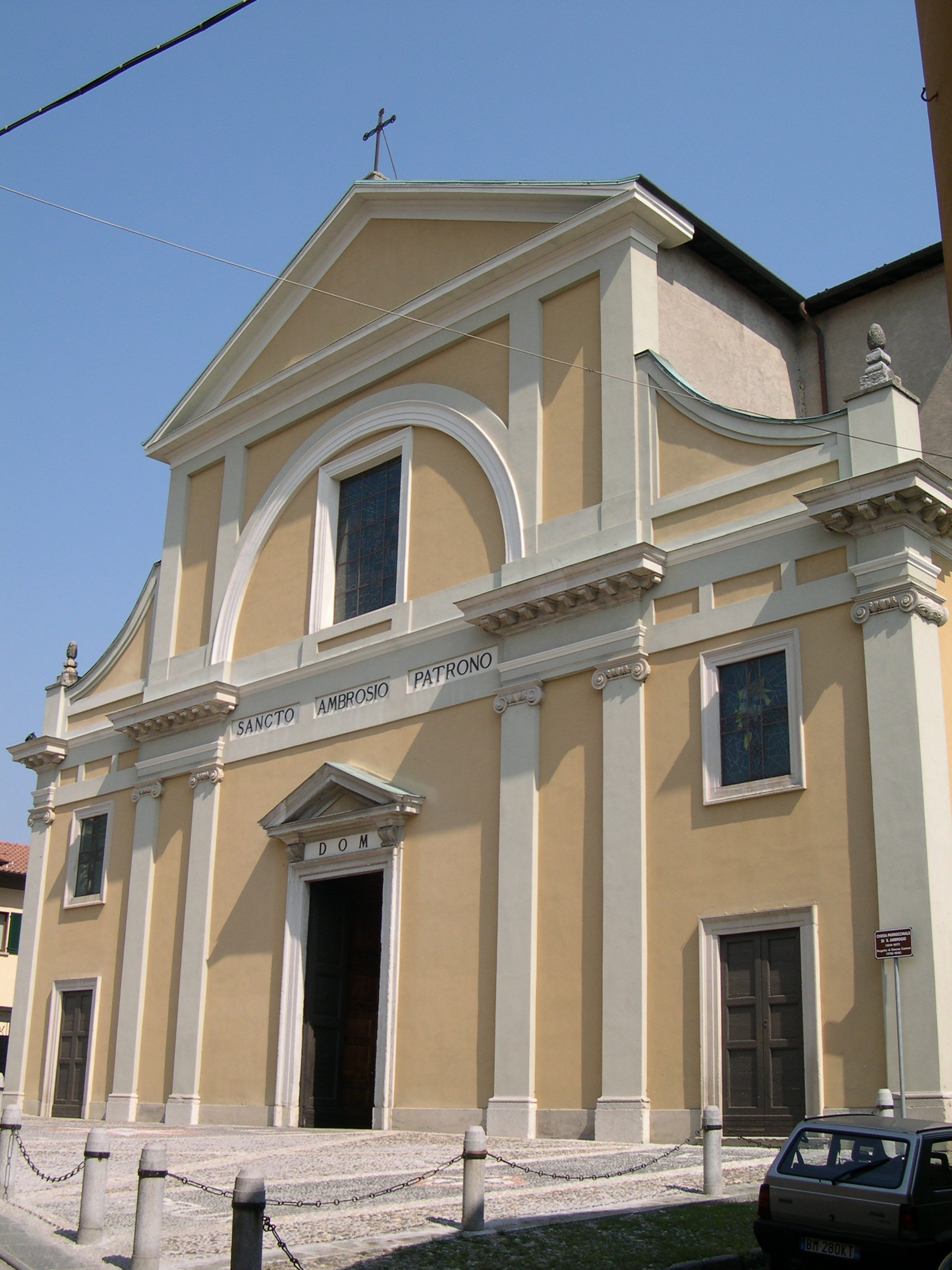
Chiesa di Sant'Ambrogio

La chiesa è stata costruita nel 1814-1817 dedicata a Sant'Ambrogio. Dalla documentazione risulta che, intorno al 1810 il parroco Don Francesco Pesenti, riteneva fosse necessaria la costruzione di una chiesa più capiente e ne affidava la progettazione all'architetto Simone Cantoni (Muggio - Canton Ticino, 1736-1818).
L'abbellimento e la decorazione interna della chiesa, così come della facciata, furono attuati fra il 1893 e il 1894 dal parroco don Giuseppe Motta.
Nel 1907 veniva edificato l'oratorio di San Giuseppe adiacente al lato sinistro della chiesa; all'interno si trovano vecchie murature della precedente chiesa cinquecentesca con l'affresco raffigurante Sant'Ambrogio, (XVI secolo) attribuito a Pier Francesco Mazzucchelli detto Il Morazzone, o della scuola.

#### Chiesa di Santa Maria Madre
Si erge in posizione panoramica verso il lago di Varese e la catena alpina del Monte Rosa.
È stata edificata probabilmente nel XV secolo su una cappella precedente che risaliva almeno al XIII secolo, come è comprovato dagli spezzoni di muro riportati alla luce dal restauro del 1987/88.
La chiesa è stata sede di una cappellania dal 1449, ossia ospitava culti almeno quattro giorni alla settimana, officiati da un cappellano stabile, il quale abitava nelle vicinanze e nei restanti tre giorni celebrava nella chiesa di San Giorgio a Schianno. Questo servizio religioso era finanziato con le rendite dei poderi lasciati in eredità alla pieve da Giovanni Antonio Bizzozero, ricco proprietario di Varese.

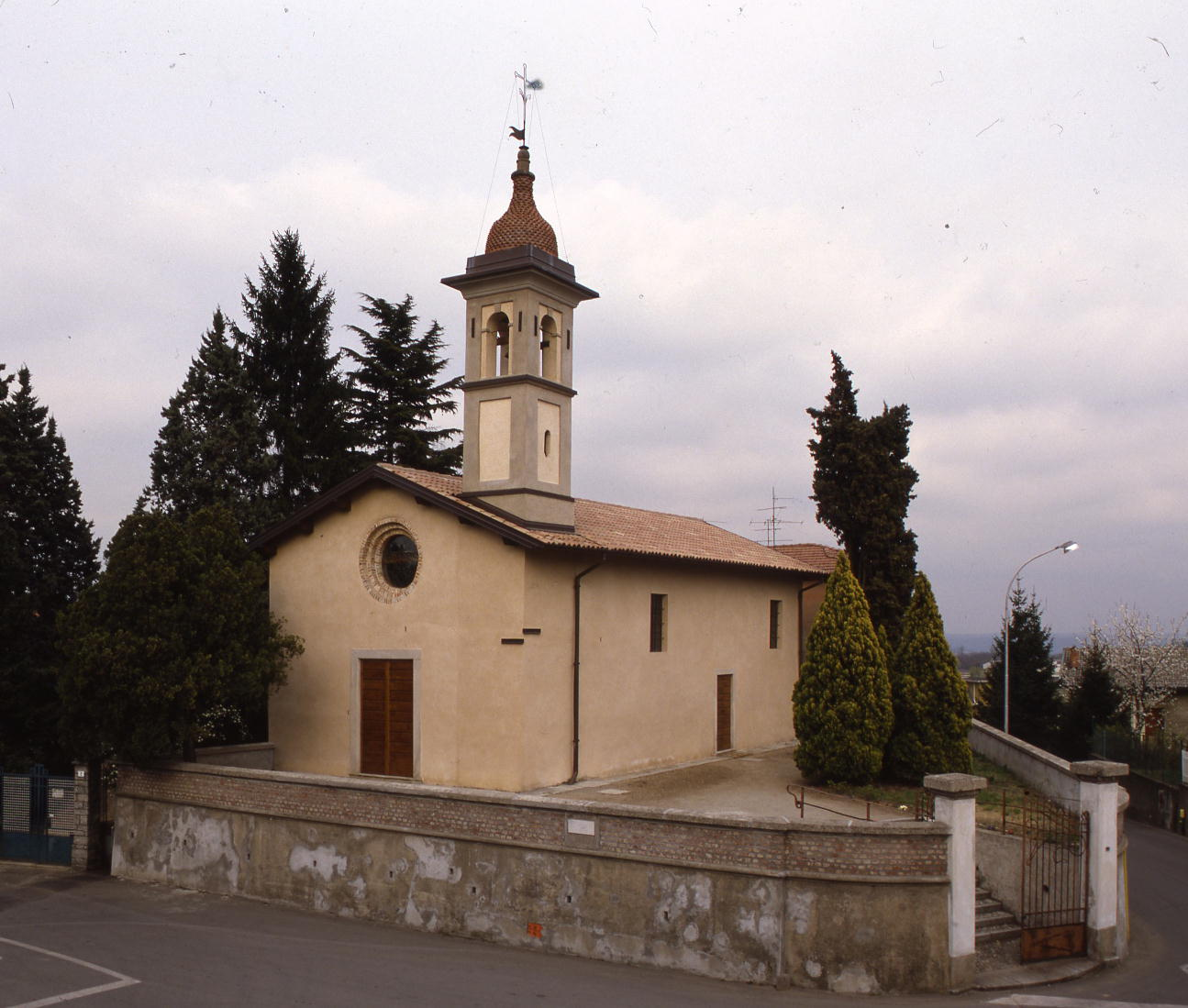
Chiesa di Santa Maria Madre

Al suo interno si trovano dipinti votivi dei secc. XV e XVI: San Rocco accanto ad un lacerto di presepio (con pregevole San Giuseppe), una Madonna in trono con Bambino, Sant'Antonio Abate (patrono dei contadini) e ciò che resta di una figura di santo vescovo (forse Ambrogio). Un avanzo di una crocifissione è riportata sopra la porta laterale.
Sopra gli altari dell'abside e della cappella di sinistra sono posti una Madonna con Bambino e un Sant'Antonio abate con gli specifici simboli del maiale e del fuoco (invocato contro il cosiddetto fuoco di Sant'Antonio).
Sui muri laterali si trovano le litografie della Via Crucis donate da un emigrante morazzonese a fine Ottocento con scritte esplicative in lingua francese e spagnola.
Il legame della comunità col tempio è testimoniato dagli ex voto posti sotto la statua mariana.

#### Resti della Chiesa di Santa Maria Maddalena
La chiesa, di origine medioevale è stata demolita nel 1967, nonostante il Card. Ildefonso Schuster nella visita pastorale dell'anno 1962 ne avesse richiesto espressamente il restauro. Costruita su un antico tempietto romano dedicato a Giove, è stata custode fedele per lunghissimo tempo di importanti epigrafi di età romana (ora riportate in chiesa parrocchiale Morazzone - Interno Chiesa Parrocchiale). L'edificio sacro risultava dotato di un altare, una campana, tre finestre e due porte. Esternamente si trovava un portico (demolito su ordine del card. Giuseppe Pozzobonelli nel 1747) sotto il quale vi era un cimitero privo di recinzione, con il pavimento irregolare dalla descrizione tracciata da Federico Borromeo nel 1606. Resti di sepolture sono stati rinvenuti nelle campagne da scavi effettuati del 1996 e nel 2007.
Storicamente vi viene celebrata la Santa Messa una volta l'anno, il sabato seguente la memoria della Santa (22 luglio); la ricorrenza è stata però sospesa a causa del pericolo di crollo dell'attigua Cascina Maddalena.

#### Torre Campanaria

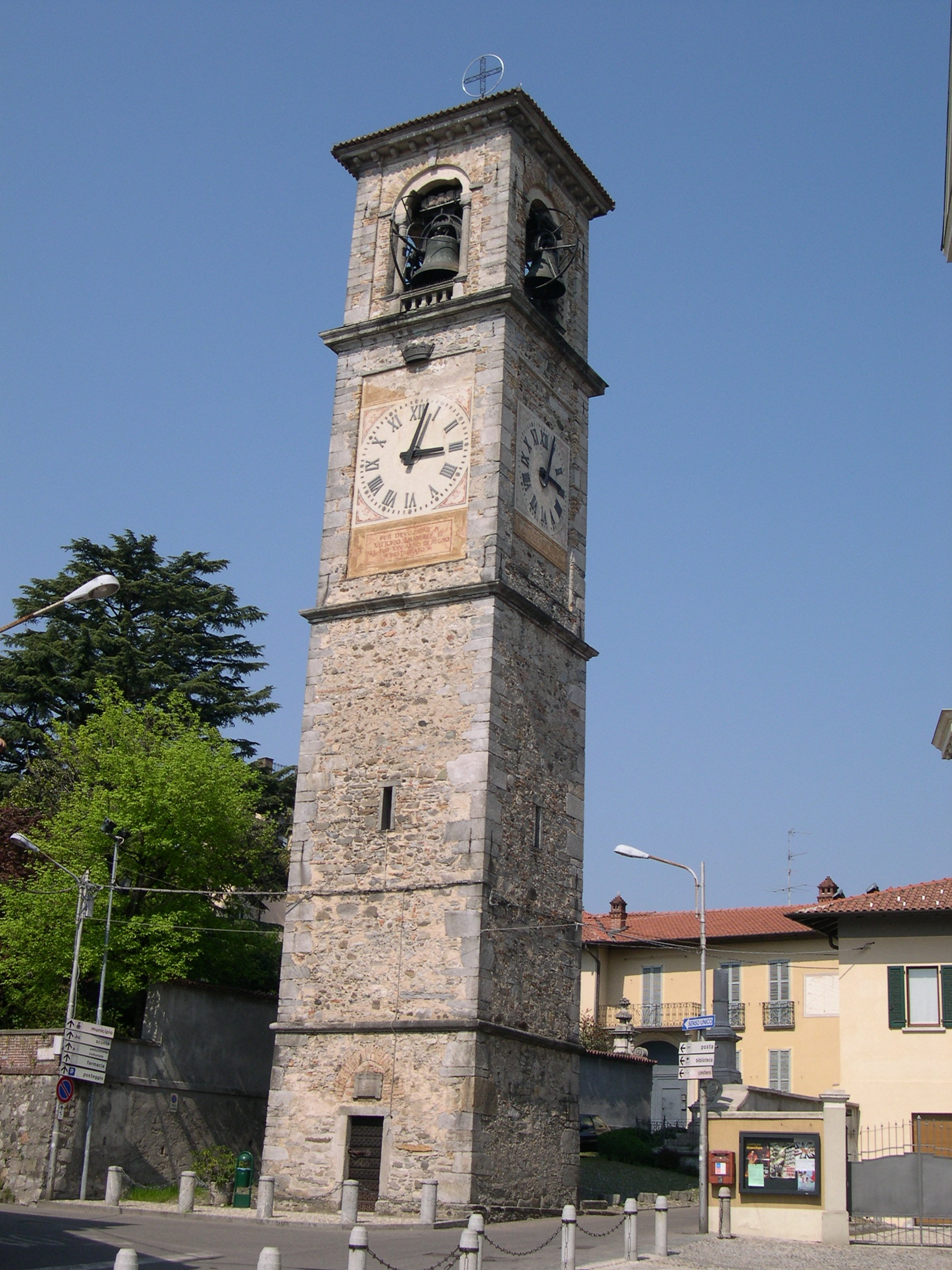
Torre campanaria di Morazzone

Eretta tra il 1582 e il 1646 accanto alla Chiesa di Sant'Ambrogio.
La sua costruzione è durata ben 64 anni, a causa della difficoltà nel reperire i fondi, raccolti tramite le offerte dei fedeli morazzonesi.
Le campane sono 5, in Si bemolle (Sib), ad azionamento manuale, fuse nel 1859 dalla fonderia Felice Bizzozero di Varese..
Nel 1957 il campanile subì importanti interventi di manutenzione: la sostituzione dell'isolamento e la revisione del castello con la sostituzione delle vecchie bronzine con nuovi cuscinetti a sfera; di questi lavori si occupò la ditta specializzata Bianchi, di Varese, erede della ditta Bizzozero.
Il 25 dicembre 1909, ai primi rintocchi dell'Ave Maria la campana maggiore, spezzatosi il sostegno trasversale, si staccò e cadde fuori dal castello; il parapetto della cella campanaria però ne bloccò la caduta, impedendo che recasse ulteriori danni.

### Architetture civili

#### Monumento in ricordo del 26 agosto 1848
Si trova vicino alla piazza principale, di fronte alla Villa Bottelli ed è stato eretto in ricordo della battaglia combattuta il 26 agosto 1848 fra garibaldini e austriaci.

#### Casa natale di Pier Francesco Mazzucchelli
La casa natale di Pier Francesco Mazzucchelli detto Il Morazzone (1573-1626), celeberrimo artista del Seicento lombardo, si trova all'interno di una corte del XIII secolo, nella zona alta del paese, all’incrocio tra Via Santa Maria e la salita Goffredo Mameli.
Si presume che anche la sua sepoltura si trovi all'interno del territorio comunale.
Il Morazzone operò molto in tutto il territorio provinciale (sue opere si trovano presso la Basilica di San Vittore a Varese), oltre che a Roma, lavorando per committenza di grandi signorie della capitale oppure per conto di cariche religiose in altrettante chiese, cattedrali ed edifici sacri e storici.

#### Casa Macchi ed Emporio
Nel centro storico del comune sorge Casa Macchi, dimora borghese che conserva al proprio interno tutti gli arredi e il mobilio di una casa di famiglia dell’Ottocento. A seguito della donazione da parte di Maria Luisa Macchi, ultima discendente della famiglia proprietaria, la dimora è stata restaurata dal Fondo Ambiente Italiano.
Il 5 dicembre 2021 il FAI, in collaborazione con enti locali e benefici, ha inaugurato all'interno della dimora l’Emporio, negozio modellato a somiglianza delle botteghe alimentari tipiche dei piccoli borghi di provincia fino ai primi del Novecento.

## Società

### Evoluzione demografica
- 434 nel 1574
- 359 nel 1597
- 827 nel 1751
- 938 nel 1805
- annessione a Caronno Ghiringhello nel 1809
- 1 259 nel 1853
- 1 378 nel 1859

Abitanti censiti

## Cultura

### Arte
Oltre ad aver dato i natali al pittore Pier Francesco Mazzucchelli (e forse anche la sepoltura), Morazzone ha ospitato nel 1976 una mostra temporanea dello scultore e pittore ligure Ferdinando Carotenuto.

### Eventi

#### Visita della Madonna Pellegrina di Fatima 2007

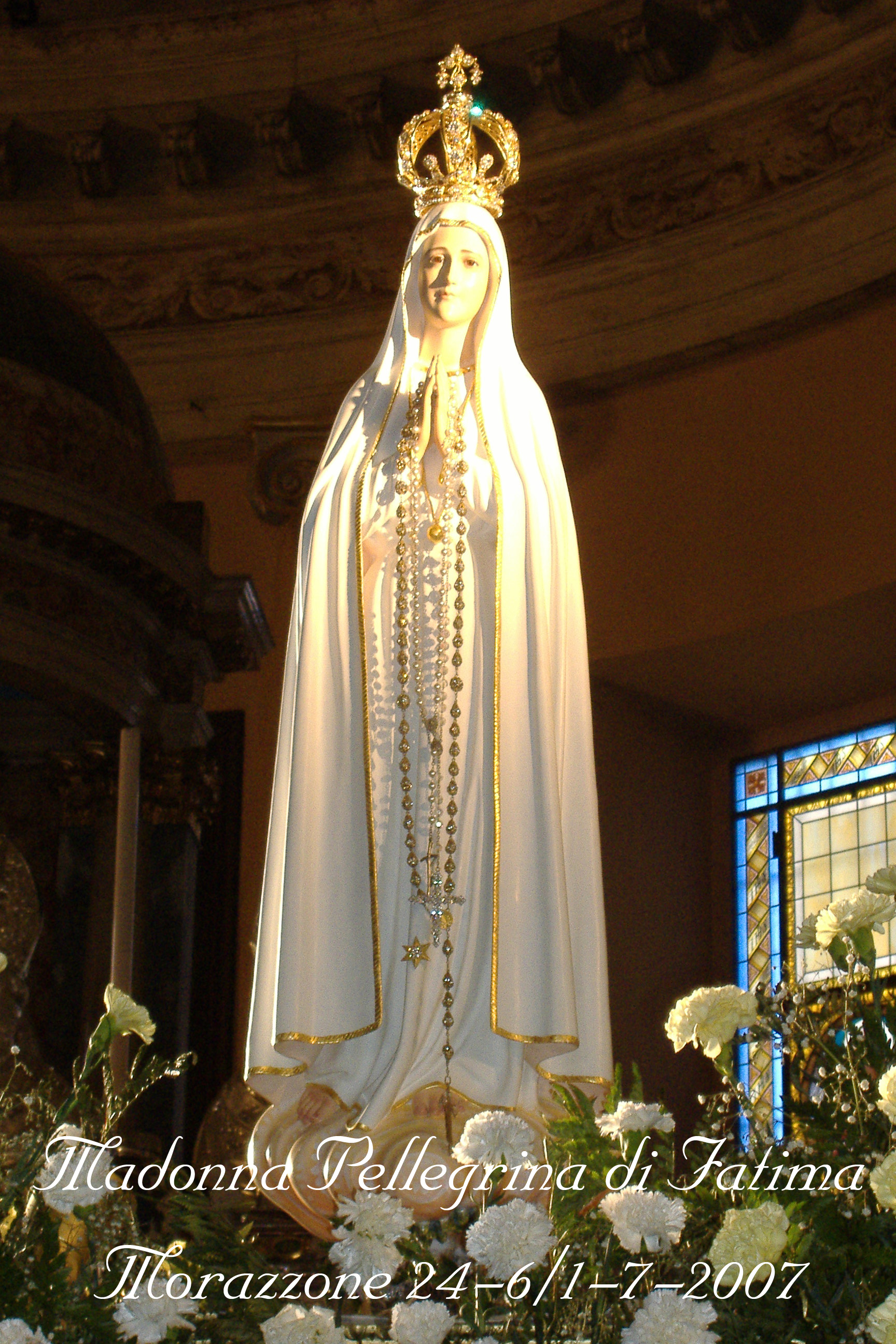
La Madonna Pellegrina di Fatima a Morazzone

Dal 24 giugno al 1º luglio 2007 Morazzone ospitò presso la Chiesa Parrocchiale di Sant'Ambrogio una copia della statua della Madonna di Fátima, che attirò circa 100.000 pellegrini.

#### Coppa del Mondo di tiro con l'arco 2007
Morazzone è stata sede di alcune fasi preliminari della tappa del circuito svoltasi a Varese nel 2007.

#### Mondiali di ciclismo su strada 2008
Morazzone fu sede del centro coordinamento dei volontari durante i Campionati del mondo di ciclismo, svoltisi tra il 22 e il 28 settembre 2008 a Varese.

## Infrastrutture e trasporti
Morazzone è servita da linee di autobus da e per Varese, Gallarate e Milano.
È servita anche dalla linea ferroviaria Porto Ceresio-Varese-Gallarate-Milano (Ferrovie dello Stato) presso la stazione di Gazzada-Schianno-Morazzone (sita a circa 1,6 km dal centro cittadino), ove opera la linea S5 (Varese-Milano-Treviglio) del Servizio ferroviario suburbano di Milano esercito dall'associazione temporanea d'imprese Trenord-ATM.
Morazzone è inoltre attraversato dalla strada provinciale 20 "per la Pianura Padana" (Gazzada - Busto Arsizio), e servito dall'A8 Autostrada dei Laghi, attraverso l'uscita di Gazzada/Varese est, dall'A60 Tangenziale di Varese, con l'uscita di Gazzada/Morazzone e dalla strada provinciale 57 de La Selvagna.

## Economia
Al pari di molte altre realtà provinciali del nord Italia, anche Morazzone ha assistito, dal secondo dopoguerra in poi, al sorgere (e al successivo declino) di molte piccole e medie realtà industriali in diversi settori. Fra queste, si ricorda la Elettro De Bernardi, produttrice di apparecchi elettrodomestici ed elettrici in via Caronnaccio 2, fondata e gestita da quello che fu anche sindaco della cittadina fra gli anni 80 e l'inizio degli anni 2000; azienda definitivamente chiusa all'inizio degli anni 1990 con l'abbandono dello stabile produttivo.

## Amministrazione

### Gemellaggi
- Wimblington, dal 2007;
- Békésszentandrás, dal 2016.

## Sport
A Morazzone hanno sede alcune squadre dilettantistiche: nella pallavolo vi è l'Insubria Volley (con sede a Mornago, la cui prima squadra maschile gioca a Morazzone, vincitrice della promozione in Serie D nella stagione sportiva 2017/2018), il tiro con l'arco è rappresentato dal G.S. Archery Team Morazzone, mentre il floorball esprime l'UHC Varese Wild Boars, capace di raggiungere i massimi livelli nazionali della disciplina.